# Lava Lake murders
Als Lava Lake murders wird ein Dreifachmord bezeichnet, der im Januar 1924 in der Nähe des Little Lava Lakes in Oregon stattfand. Die Leichen fand man erst nach drei Monaten auf dem zugefrorenen Lava Lake. Der Dreifachmord von Lava Lake gehört zu den ältesten ungeklärten Mordfällen in der Geschichte von Oregon.

## Tathergang
Edward Nickols (50), Roy Wison (35) und Dewey Morris (25) waren wohnhaft in Bend, Oregon und wollten für den Winter 1923/1924 eine Hütte im Wald mieten, um als Pelzjäger tätig zu werden. Im Herbst 1923 vermietete ihnen schließlich der Unternehmer Edward Logan eine Hütte und die drei Freunde zogen dort ein. Eine Woche vor Weihnachten fuhr Edward Nickols kurzzeitig nach Bend. Dort verkaufte er einen Teil der Pelze und berichtete von der erfolgreichen Jagd. Nach Weihnachten wanderte Allen Wilcoxen, wohnhaft in Fall River, von seinem Zuhause bis zum Elk Lake. Auf dem Weg zum Elk Lake kam Wilcoxen am 15. Januar 1924 in der angemieteten Hütte von Nickols, Wison und Morris an. Er verbrachte die Nacht bei ihnen und berichtete später von einer ausgelassenen Stimmung. Am Morgen des 16. Januar 1924 brach er wieder auf. Allen Wilcoxen war damit der letzte, der Nickols, Wison und Morris lebend gesehen hatte. Da niemand mehr von Nickols, Wison und Morris hörte und die Fallen für die Nerze, Füchse und Marder unberührt blieben, durchsuchte im April 1924 ein Suchtrupp die Hütte. Dort fanden sie lediglich einen gedeckten Tisch und verbranntes Essen vor. In der Nähe der Hütte fanden sie schließlich einen blutbefleckten Zimmermannshammer, Haarbüschel und einen ausgeschlagenen Zahn. Wenig später entdeckte man auch die drei Leichen auf dem gefrorenen Lava Lake.

## Ermittlungen
Ermittlungen ergaben, dass die Jäger mit einem Hammer erschlagen und dann mit einer Schrotflinte und einem Revolver erschossen wurden. Der Täter hätte die Jäger aus der Hütte gelockt und anschließend erschossen. Der Mord geschah laut Polizei Mitte Januar. Der erste Verdächtige war Indian Erickson, ein Schwarzbrenner, der aber ein Alibi vorweisen konnte.
Edward Logan, dem die Hütte gehörte, gab bei der Polizei an, dass Lee Collins der Täter sein könnte. Edward Nickols und Lee Collins sollen sich vor dem Mord über eine gestohlene Brieftasche gestritten haben. Collins soll dabei Nickols gedroht haben, ihn zu ermorden. Die Polizei machte Collins in Bend ausfindig, wobei herauskam, dass Collins nur ein Deckname war. Collins wirklicher Name war Charles Kimzey und er wurde seit einem Jahr wegen Raubes und versuchten Mordes gesucht. Ein Zeuge gab an, dass Kimzey ihn am 24. Januar 1924 nach einem Pelzhändler fragte. Dem Pelzhändler verkaufte Kimzey schließlich Pelze in Wert von 110 US-Dollar. In einer späteren Gegenüberstellung konnte der Pelzhändler Kimzey jedoch nicht identifizieren. Kimzey kam letztendlich nur wegen Raubes und versuchten Mordes ins Gefängnis.